# Ренедо-де-Есгева
Ренедо-де-Есгева (ісп. Renedo de Esgueva) — муніципалітет в Іспанії, у складі автономної спільноти Кастилія-і-Леон, у провінції Вальядолід. Населення — 3000 осіб (2010).
Муніципалітет розташований на відстані близько 160 км на північний захід від Мадрида, 9 км на схід від Вальядоліда.

## Демографія
Динаміка населення (INE ):